# 銀色遙遠
《銀色遙遠》是由Visual Art's旗下品牌tone work's製作並於2016年8月26日發售的戀愛冒險類型成人遊戲。

## 故事簡介
在國內最北的政令指定都市「幌路市」居住的男主角新見雪兔，在升上國中二年級的春天，與五名少女相遇了。

## 登場角色

### 主要角色
新見雪兔
本作男主角，名字可更改。
個性成熟且木訥，鮮少顯露慌張的樣子，熱心助人，為了解決不同學級的女孩們的煩惱，私下用半脅迫的方式向百百花老師提議創立「同班學級」課外活動。
父親雖然再娶，但仍然跟生母有著良好的互動。
成績很好。
貝絲莉·羅斯·戴斯利（聲：橘まお）
從加拿大轉到日本就讀的轉學生，有著一頭金色長髮。擅長繪畫。
父親是位飛行員，由於父親工作而一同來到日本，起初因為不擅於日語而苦於交流，僅有椛和雪兔勇於嘗試並與其交談。
加入同班學級之後，也逐漸明朗起來。
中學讀完之後曾一度回加拿大，高二的春天再次到雪兔就讀的幌路北學園留學。
蒼井雛多（聲：柳瞳）
小雪兔一歲的學妹。個性開朗活潑，因此有很多朋友。
雪月在初中交到的第一個朋友，喜歡有趣的事情，和雪月一同加入了同班學級。
手工藝、美容等技藝極其優秀。
名白椛（聲：鈴谷麻耶）
雪兔的同班同學，對演戲非常有興趣，放學後經常一個人留下來練習。
雪兔的鄰座，本想加入戲劇社，但已然被廢社，也因此相當煩惱，也一度想放棄。
雪兔邀請椛進入同班學級並告訴她可以在同班學級活動「My favorite thing」時，說出自己的理想並實踐，使她可以用戲劇社以外的形式重新接觸自己的喜好。
如月瑞羽（聲：風音）
雪兔從幼稚園開始就認識的青梅竹馬，是世界首屈一指的花式滑冰選手。
由於認為自己狀態欠佳，從國外再度回到日本調整心態。但因聲望極高，在回到日本後，同班同學與她相處時都敬畏三分，這讓她非常困擾。
雪兔見此景，邀請瑞羽加入同班學級。
溜冰的初衷是為了雪兔。
新見雪月（聲：くすはらゆい）
雪兔沒有血緣關係的妹妹，小雪兔一歲，個性內向。
由於父親去世，與新見一家組成重組家庭，雪兔將其當作自己的親妹妹般保護。
因為性格太內向，與雪兔相處了一年也沒辦法叫出「哥哥」（お兄ちゃん）。

## 主題曲
主題曲
作詞：丘野塔也，作曲、編曲：、竹下智博，主唱：Ceui
貝絲莉·羅斯·戴斯利印象曲「COLORFUL WORLD」
作詞 ：丘野塔也，作曲、編曲：中澤伴行（I've），主唱：川田真美
貝絲莉·羅斯·戴斯利片尾曲「happiness.」
作詞：丘野塔也，作曲、編曲：中澤伴行（I've），主唱：川田真美
蒼井雛多印象曲「Dreamy Dreamy」
作詞：魁，作曲、編曲：竹下智博，主唱：Kicco
蒼井雛多片尾曲
作詞：魁，作曲、編曲：竹下智博，主唱：Kicco
名白椛印象曲
作詞：，作曲、編曲：Meis Clauson，主唱：Duca
名白椛片尾曲「beloved story」
作詞：，作曲、編曲：Meis Clauson，主唱：Duca
如月瑞羽印象曲
作詞：，作曲、編曲：MANYO，主唱：美鄉秋
如月瑞羽片尾曲
作詞：，作曲、編曲：MANYO，主唱：美鄉秋
新見雪月印象曲
作詞：，作曲、編曲：，主唱：佐咲紗花
新見雪月片尾曲「Sweet Wish」
作詞：丘野塔也，作曲、編曲：，主唱：佐咲紗花
插入曲
作詞：魁，作曲、編曲：，主唱：真里歌

## 評價
銀色遙遠在2016年Getchu.com舉辦的美少女遊戲大賞中獲得綜合部門第6名、劇本部門第7名、繪圖部門第8名、音樂部門第2名、影片部門第8名、角色部門貝絲莉·羅斯·戴斯利第6名、如月瑞羽第14名。於2016年度「萌系遊戲大賞」獲得月間賞及純愛系作品賞金賞，並於年間排名獲得第9名。

## 外部連結
- 銀色遙遠遊戲官網 （页面存档备份，存于）（日語）
- 《銀色遙遠》在視覺小說數據庫的頁面 （英文）